# Kukułka w ciemnym lesie
Kukułka w ciemnym lesie – polsko-czechosłowacki dramat wojenny z 1985 roku, zrealizowany na podstawie powieści Dzieci z tabliczką Eduarda Pergnera i Zdenka Karla Slabego.

## Opis fabuły
II wojna światowa. Nastoletnia Emilka żyje z rodzicami w okupowanej Czechosłowacji. Pewnego dnia zostaje odebrana rodzicom (ojciec zabity a matka aresztowana) i wywieziona. Sklasyfikowana jako czysta Aryjka – „materiał” do germanizacji, zostaje osadzona wraz z innymi dziećmi w specjalnym ośrodku, gdzie uczy się niemieckiego i podawana jest ostrej dyscyplinie. Tam, na specjalnej prezentacji dla przyszłych „rodziców”, jako blondynka o niebieskich oczach wpada w oko oficerowi SS Kukuckowi, jak się później okazuje komendantowi obozu koncentracyjnego. 
Adoptowana (a raczej kupiona), udaje się wraz z nim do obozu, gdzie niczego jej nie brakuje, poza własnym domem i rodzicami. Musi mówić tylko po niemiecku, nie jest już Emilką tylko Ingeborge, szkolne łobuziaki uważają ją za obcą i dokuczają. Czuje się samotna i wyobcowana, jak tytułowa kukułka (gra słów od jej nowego nazwiska) w ciemnym lesie. Mimo wszystko próbuje przetrwać. 
Wraz z końcem wojny przybrany ojciec, dla którego Emilka jest oczkiem w głowie, ucieka wraz z nią i próbuje przedrzeć się do Szwajcarii. Dzięki sprytowi, w tłumie uchodźców niemal się mu to udaje. Jednak kiedy pozostawia na kilka chwil Emilkę samą, ta ucieka. Jednocześnie sam Kukuck zostaje zdemaskowany przez jednego z byłych więźniów i zlinczowany.

## Obsada aktorska
- Miroslava Součková – Emilka Fejfarová
- Oleg Tabakow – Otto Kukuck, komendant obozu Stutthof
- Alicja Jachiewicz – Frida Kukuck, żona komendanta
- Vilem Besser – nauczyciel
- Míla Myslíková – frau Kramer, dyrektorka „domu dziecka”
- Jolanta Grusznic – Wanda, służąca Kukucków
- Rafał Wieczyński – Staszek
- Joachim Lamża – harmonista
- Andrzej Bielski – członek komisji identyfikacyjnej
- Adam Baumann – strażnik w KL Stutthof